# مظهر كراسنيكي
مظهر كراسنيكي (بالألبانية: Mazhar Krasniqi‏) (17 أكتوبر 1931 – 8 أغسطس 2019) هو زعيم مسلم نيوزلندي. ولد في كوسوفو لأسرة ألبانية مسلمة وهاجر إلى نيوزيلندا في عام 1951. كان أول رئيس لاتحاد الجمعيات الإسلامية في نيوزيلندا في عام 1979، وناشط في مجال حقوق الإنسان.

## حياته
ولد شكري مظهر كراسنيكي في 17 أكتوبر 1931 في بريشتينا بكوسوفو. عام 1950 هاجر هربًا من النظام الشيوعي بيوغوسلافيا وأبحر لنيوزيلندا على متن زورق نرويجي للاجئين. وصل نيوزيلندا معدمًا، وهبط في ويلينغتون في 1 مايو 1951 حيث عمل في عدة أشغال كالزراعة والتعدين.
خلال عقد الستينيات من القرن العشرين شارك في تأسيس الجمعية المسلمة الأولى في نيوزيلندا. عام 1965 سافر إلى المملكة العربية السعودية حيث شارك في مؤتمرٍ إسلامي دولي كممثلٍ عن الجمعية الإسلامية النيوزيلندية. عام 1979 عمل على بناء أول مسجد في نيوزيلندا. وفي الوقت نفسه انتخب رئيسا لاتحاد الجمعيات الإسلامية في نيوزيلندا.
ساهم كراسنيكي في تطوير صناعة تصدير اللحوم الحلال من نيوزيلندا إلى الدول الإسلامية خلال عقد الثمانينيات من القرن العشرين. وفي عام 2002 مُنح ميدالية الخدمة للملكة لجهوده في خدمة المجتمع الإسلامي خصوصًا والنيوزيلندي عمومًا.